# Aleksandra Jarecka
Aleksandra Jarecka, född Zamachowska den 11 oktober 1995 i Kraków, är en polsk fäktare som vid OS 2024 ingick i det polska laget som tog brons i värja.